# Aus der Zeit
Aus der Zeit ist ein Dokumentarfilm von Harald Friedl, in dem traditionsreiche Geschäfte des Wiener Einzelhandels porträtiert werden, die noch der Konkurrenz der großen Handelsketten trotzen.

## Inhalt
In der Dokumentation werden eine Fleischerei, eine Drogerie, eine Lederwarenhandlung und der Kurzwarenladen Knopfkönig sowie deren Besitzer und Personal porträtiert. All diese Geschäfte leiden unter der übermächtigen Konkurrenz der großen Handelsketten. Beharrlich versuchen sie, sich gegen diesen Druck zu behaupten.
Im Mittelpunkt stehen dabei der langsame Rhythmus routinierter Verrichtungen, das Warten auf Kundschaft, die Gespräche mit dieser und die Selbstgespräche, welche die Geschäftsinhaber in den Pausen dazwischen führen. Dabei lassen sich die Dargestellten durch die Anwesenheit der Kamera kaum irritieren.
Der Regisseur Harald Friedl bezeichnete die porträtierten Geschäfte in einem „Standard“-Interview als „Biotope einer alten Ladenkultur“ und das „Gegenstück einer Kultur der Scannerkasse“. Zugleich werden aber auch das „Nicht-loslassen-können“ und ein „Verharren in Verhältnissen, die logisch gedacht nicht vernünftig“ seien, in dem Film behandelt.

## Auszeichnungen für den Film
- 2007 Prix des Jeunes, Cinema de réel, Paris
- 2007 Grand Jury Prize, Seattle International Film Festival, USA
- 2007 Best International Documentary, Calgary International Film Festival, USA
- 2008 Nesnady & Schwartz Competition Winner, Cleveland International Filmfestival

## Kritik
Hans Langsteiner vom österreichischen Rundfunksender Österreich 1 bezeichnete „Aus der Zeit“ als „Juwel“.

## Veröffentlichung auf DVD
Der Film erschien in der Edition Der österreichische Film der Zeitung Der Standard (Nr. 117).